# Покровський жіночий монастир (Київ)
Покровський жіночий монастир УПЦ МП — гуртожитній жіночий монастир УПЦ МП (РПЦвУ) у Києві, на Кудрявці. Заснований 1889 року великою княгинею Олександрою Петрівною (в чернецтві — Анастасія). Знаходиться у глибині кварталу, утвореного вулицями Січових Стрільців, Миколи Пимоненка, Глибочицькою та Кудрявським узвозом. До його головних воріт веде Варязький провулок.

## Історія

### Пророцтво Феофіла Китаївського
Появу монастиря пророкував Феофіл Китаївський ще у 1840-х роках. Тоді на місці монастиря був сад, що належав Йосипу Никифоровичу Диковському. Відвідавши одного разу Йосипа Диковського, Феофіл сказав йому таке: «Молись рабе Божий Йосиф. Місце, на якому ми стоїмо з тобою, святе.
— Яке вже там „святе“,  — заперечив на це Диковський. — Сюди у святкові дні міська молодь оргії влаштовувати приїздить, а ви називаєте — „святе“.
— Ні, ні, — із впевненістю мовив прозорливий старець. — Істинно кажу тобі: тут возсіяє благодать Божа і на тому місці, на якому ми стоїмо, буде збудований храм Божий. Дуб же цей буде зрубано і піде на побудову церковного престолу, а весь твій сад буде перетворений у дівочий монастир, і царственна жона буде будівничою і керівницею його».
Саме це місце і обрала Олександра Петрівна задля заснування обителі. Лише після заснування монастиря дочка Йосипа Диковського, Феодосія Пониркіна, згадала про пророцтво старця Феофіла та розповіла про це Олександрі Петрівні.

### Заснування монастиря
У 1889 році паралізована та прикута до інвалідного візку внаслідок нещасного випадку велика княгиня Олександра Петрівна (яка з 1881 року мешкала у Києві) вирішила заснувати на Лук'янівці жіночий монастир і ряд благодійних закладів при ньому. За 50000 рублів у міста було викуплено дві суміжні земельні ділянки. Проєкти церковних, житлових, лікарняних та господарчих будівель монастирського комплексу виконав архітектор В. М. Ніколаєв.
За кошти великої княгині Олександри Петрівни та царської родини протягом приблизно 20 років (1889—1911) на території монастиря було побудовано близько 30 будівель — церкви, церковно-приходська школа з гуртожитком, корпуси для сестер, золотошвейні та іконописні майстерні, готель. У тому числі були побудовані і лікувальні установи — безкоштовна лікарня з терапевтичним і хірургічним відділеннями, притулок для сліпих і немічних, амбулаторія, аптека з безкоштовним відпуском ліків. Головним лікарем монастирської лікарні був призначений М. В. Соломка, який став головним помічником великої княгині Олександри Петрівни, активно оснащуючи лікарні монастиря сучасним обладнанням, досить сказати що перший рентгенівський апарат в Києві, та один з найперших у всій Російській імперії з'явився саме в монастирській лікарні.
Наприкінці XIX століття на кошти царської родини були побудовані нові корпуси терапевтичної лікарні та поліклініки, після чого кількість прийнятих хворих виросло до 500 чоловік в день. Велика княгиня Олександра Петрівна померла в монастирі 13 квітня 1900, але здійснення її планів продовжилося і після її смерті.
Покровська церква і величний Миколаївський собор, ескізний проєкт якого був складений сином великої княгині Петром Миколайовичем, були побудовані В. М. Ніколаєвим у псевдоросійському стилі. Будівництво собору тривало 15 років. Лікарняні корпуси зазначеного Покровського монастиря були власністю Київського дворянського зібрання.

#### Радянський період
Обитель була закрита у 1920-ті роки. У 1923 році монахині разом з настоятельницею Софією перебралися до Ірпіня під Києвом, де у придбаній дачу влаштували церкву. Настоятелем таємного храму був настоятель храму Покровського монастиря протоієрей Димитрій Іванов.
Проте в 1941 році жіночий монастир знову відчинив двері своїх храмів і з тих пір вже не закривався. Новою ігуменею стала Архелая (Савельєва). Одразу після визволення Києва від гітлерівців тут силами насельниць був організований госпіталь, а згодом — лазарет.
У 1981 році на території монастиря сталася пожежа, після якої потай від богоборчої влади заново розписали Миколаївський собор.
За часів радянської окупації України, чернеча садиба значно зменшилася: її потіснили багатоповерхові будинки, побудовані на колись великій території монастиря. За радянських часів у монастирських корпусах розміщалися різні установи, які не мали ні найменшого відношення до обителі: районні та правоохоронні органи, стоматологічна поліклініка, бюро з ремонту радіотехніки, галузева лікарня, і навіть абортарій. Серед трьох десятків будівель, якими раніше володів монастир, в його веденні залишили лише сім, решта — або зруйнували, або передали іншим організаціям.
Лише у 2000-х роках монастирю повернули частину його колишньої території.

## Споруди комплексу
- Покровська церква з житловою прибудовою, де були покої Великої Княгині (1889)
- Миколаївський собор (1896—1911)
- Притулок для старих (колишній терапевтичний корпус лікарні) з церквою Преподобного Агапіта Печерського (1897—1898)
- Свята брама (1890-ті роки)
- Новий хірургічний корпус лікарні (1910—1911), поза нинішньою територією монастиря
- Проскурня (1898)
- Келії черниць
- Готель для прочан (1912—1913), поза нинішньою територією монастиря

## Галерея

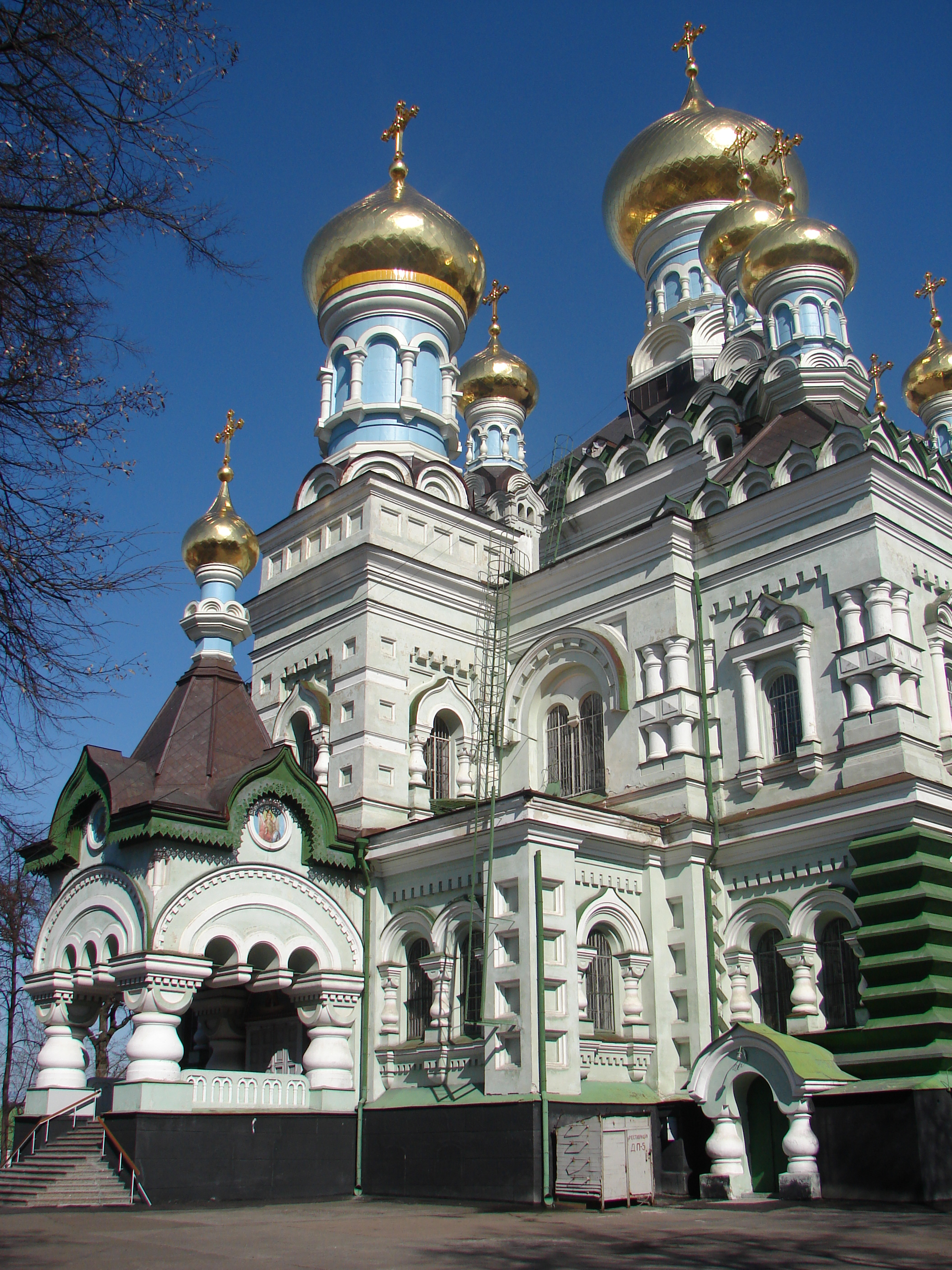
Миколаївський собор
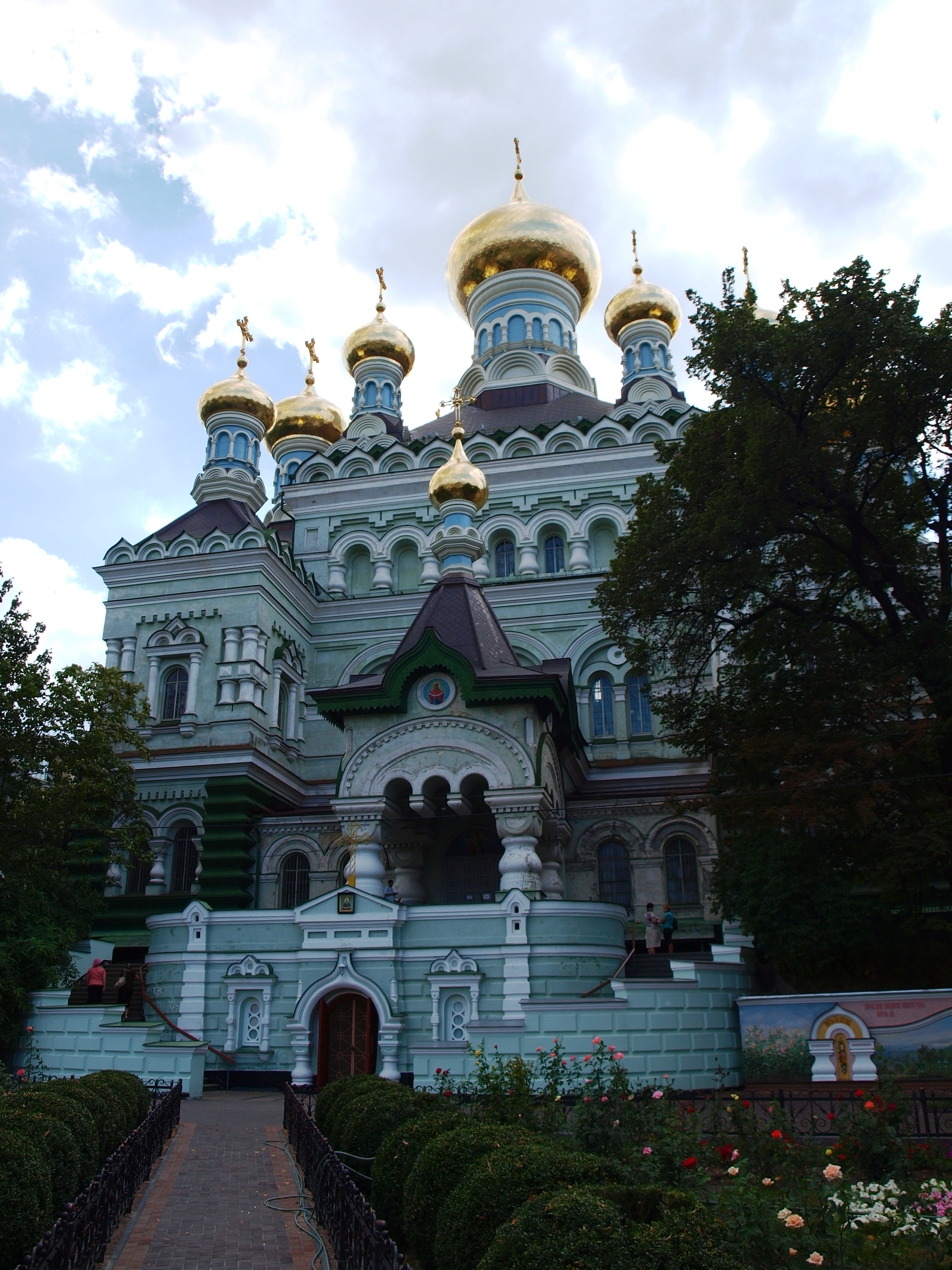
Миколаївський собор
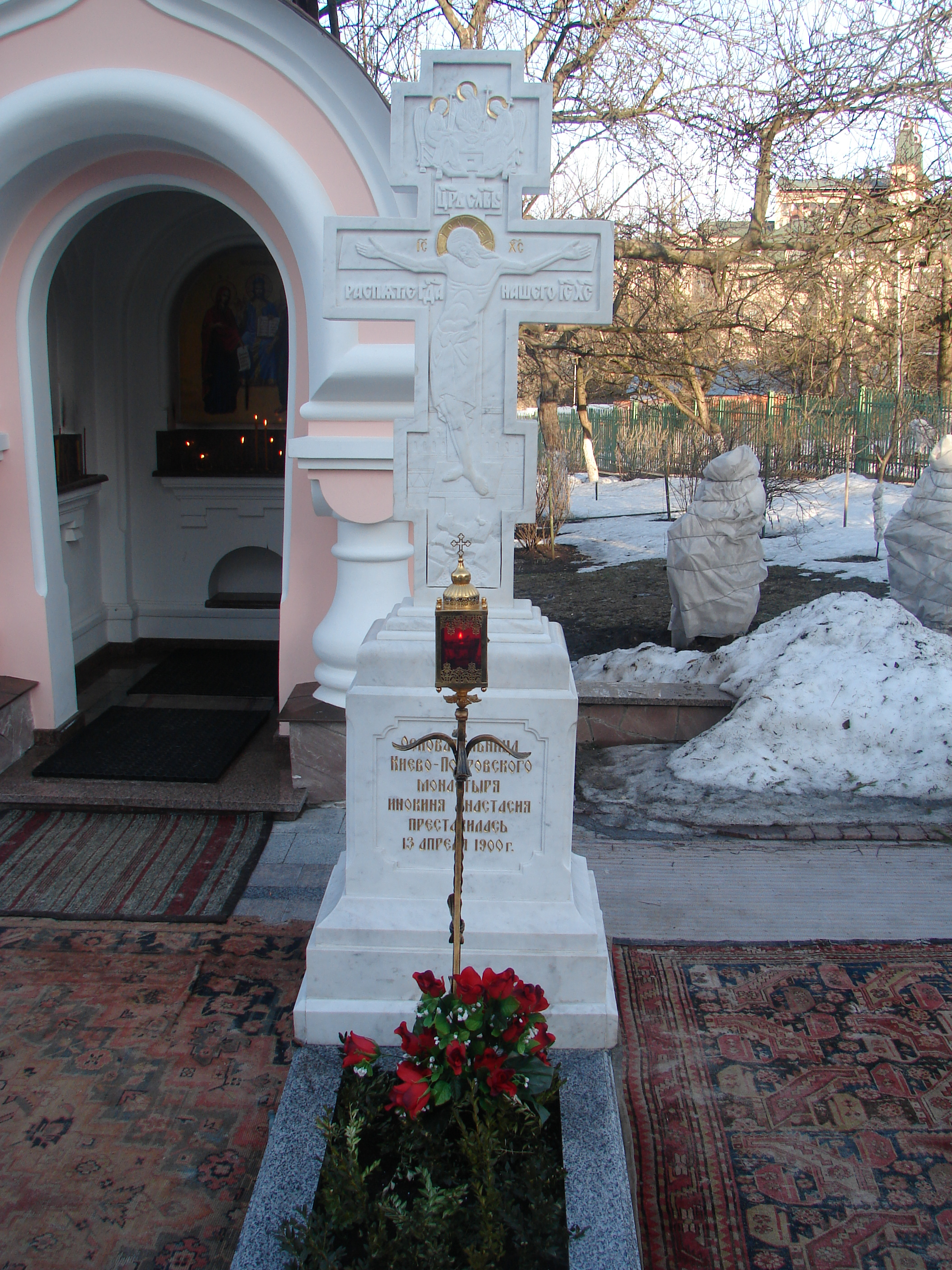
Кенотаф великої княгині Олександри Петрівни (преп. Анастасії Київської)
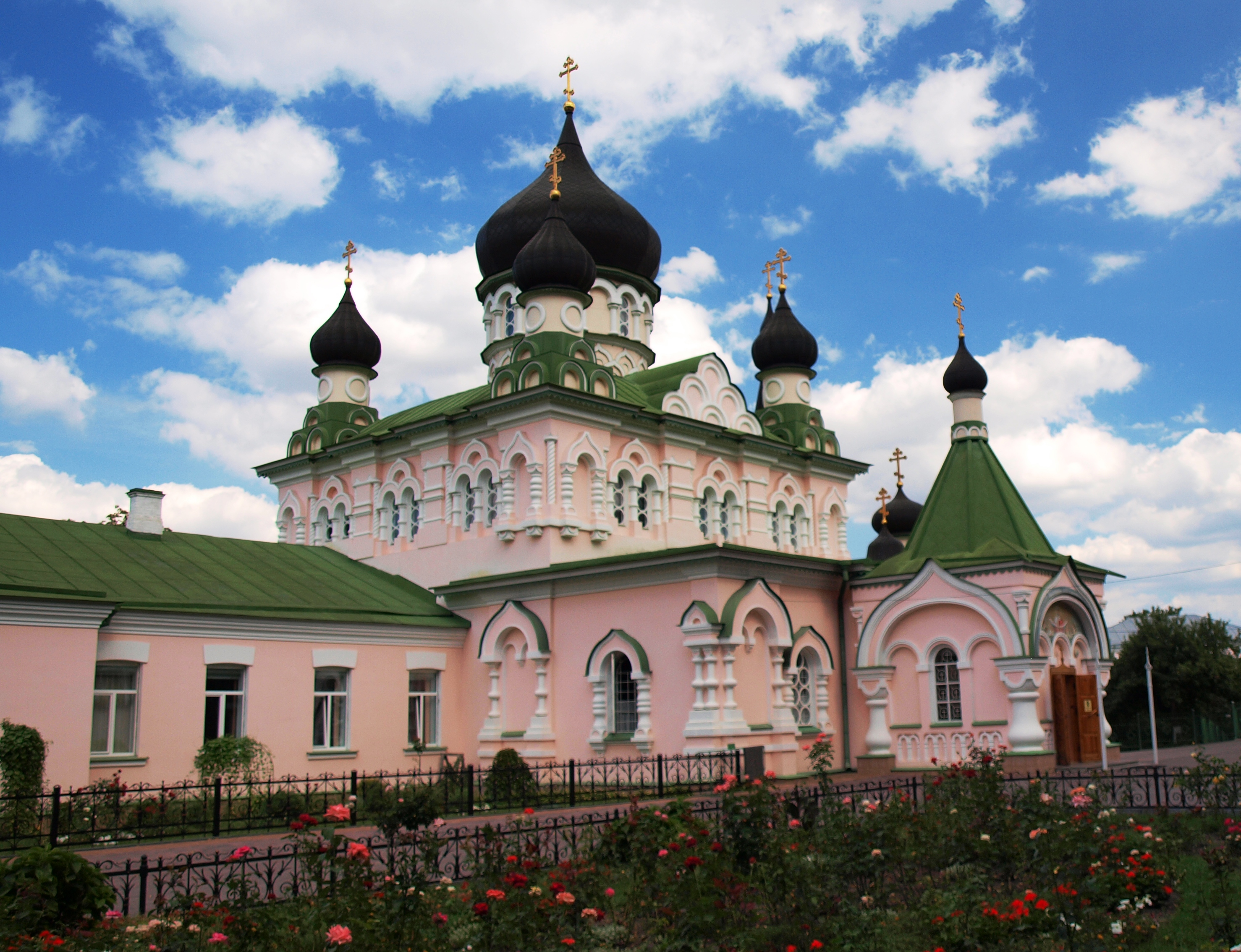
Покровська церква
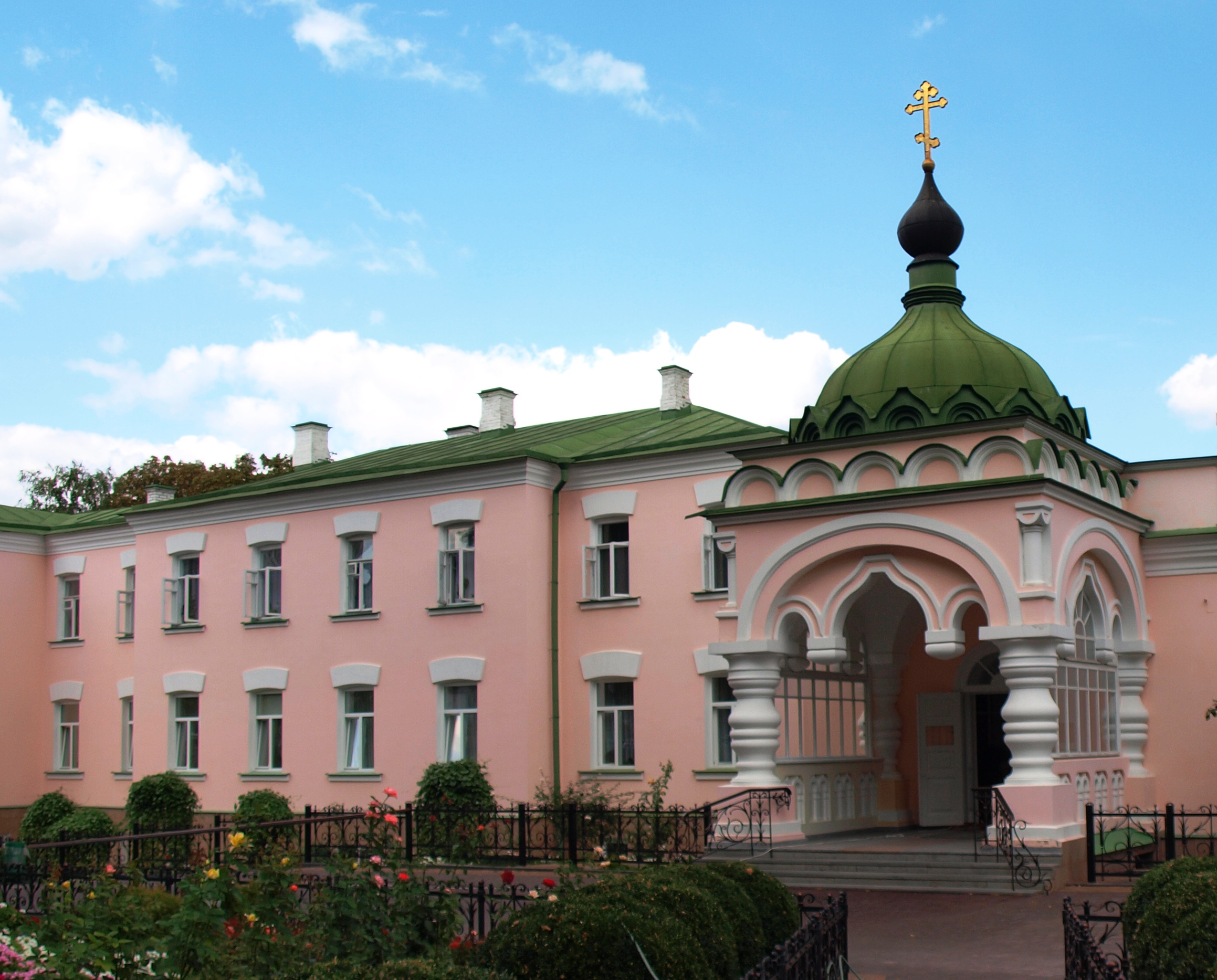
Територія монастиря
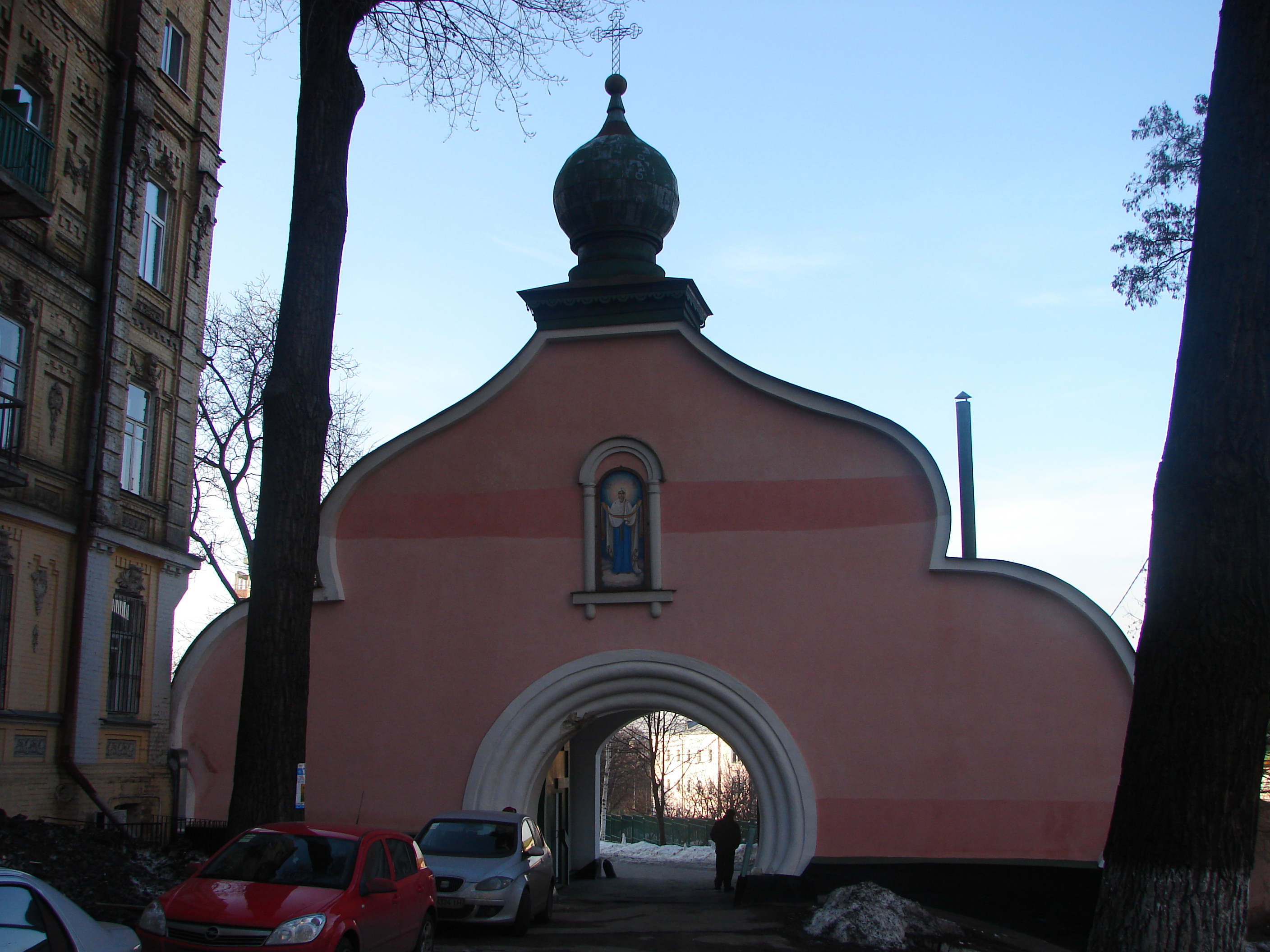
Свята брама
Свята брама. Фото кін. XIX — поч. XX ст. У радянські часи декоративне оздоблення було частково втрачено[4]
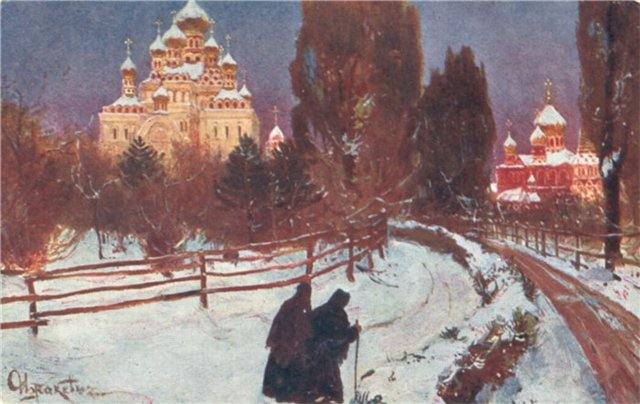
«Київ. Покровський монастир» (1910-ті), Їжакевич Іван Сидорович